# Хетеротрихални ступањ организације
Хетеротрихални ступањ организације вишећелијских алги је сложенија варијанта трихалног. Такве талусе изграђују два система конаца. Једни расту пузећи, хоризонтално преко подлоге, а други расту усправно из пузећих.